# Lijst van voetbalinterlands Guinee - Mauritanië
Deze lijst van voetbalinterlands is een overzicht van alle officiële voetbalwedstrijden tussen de nationale teams van Guinee en Mauritanië. De landen hebben tot op heden elf keer tegen elkaar gespeeld. De eerste ontmoeting, een kwalificatiewedstrijd voor de Afrikaanse Spelen 1973, vond plaats op 20 mei 1972 in Conakry. Het laatste duel, een vriendschappelijke wedstrijd, werd gespeeld in Nouakchott op 23 maart 2018.

## Wedstrijden
| №  | Plaats     | Datum            | Competitie                           | Wedstrijd           | Uitslag |
| -- | ---------- | ---------------- | ------------------------------------ | ------------------- | ------- |
| 1  | Conakry    | 20 mei 1972      | Afrikaanse Spelen 1973 kwalificatie  | Guinee − Mauritanië | 14 − 0  |
| 2  | Bissau     | 10 januari 1979  | Vriendschappelijk                    | Guinee − Mauritanië | 4 − 1   |
| 3  | Banjul     | 18 februari 1980 | Vriendschappelijk                    | Guinee − Mauritanië | 2 − 0   |
| 4  | Bamako     | 6 februari 1981  | Vriendschappelijk                    | Guinee − Mauritanië | 2 − 1   |
| 5  | Bakau      | 16 februari 1985 | Vriendschappelijk                    | Mauritanië − Guinee | 0 − 1   |
| 6  | Conakry    | 22 februari 1987 | Vriendschappelijk                    | Guinee − Mauritanië | 1 − 0   |
| 7  | Bissau     | 29 april 1988    | Vriendschappelijk                    | Mauritanië − Guinee | 1 − 1   |
| 8  | Bamako     | 30 mei 1989      | Vriendschappelijk                    | Mauritanië − Guinee | 1 − 3   |
| 9  | Praia      | 7 mei 2000       | Vriendschappelijk                    | Guinee − Mauritanië | 1 − 1   |
| 10 | Marrakesh  | 21 januari 2018  | African Championship of Nations 2018 | Mauritanië − Guinee | 0 − 1   |
| 11 | Nouakchott | 23 maart 2018    | Vriendschappelijk                    | Mauritanië − Guinee | 2 − 0   |

## Samenvatting
| Competitie                      | Totaal gespeeld | Winst Guinee | Gelijk | Winst Mauritanië | Doelsaldo Guinee – Mauritanië |
| ------------------------------- | --------------- | ------------ | ------ | ---------------- | ----------------------------- |
| African Championship of Nations | 1               | 1            | 0      | 0                | 1 − 0                         |
| Afrikaanse Spelen-kwalificatie  | 1               | 1            | 0      | 0                | 14 − 0                        |
| Vriendschappelijk               | 9               | 6            | 2      | 1                | 15 − 7                        |
| Totaal                          | 11              | 8            | 2      | 1                | 30 − 7                        |

FGF · A-internationals · Guinees vrouwenelftal
1960-1969 ·
1970-1979 ·
1980-1989 ·
1990-1999 ·
2000-2009 ·
2010-2019 ·
2020-2029
AC 1970 ·
AC 1974 ·
AC 1976 ·
AC 1980 ·
AC 1994 ·
AC 1998 ·
AC 2004 ·
AC 2006 ·
AC 2008 ·
AC 2012
1962 ·
1963 ·
1964 ·
1965 ·
1966 ·
1967 ·
1968 ·
1969 ·
1970 ·
1971 ·
1972 ·
1973 ·
1974 ·
1975 ·
1976 ·
1977 ·
1978 ·
1979 ·
1980 ·
1981 ·
1982 ·
1983 ·
1984 ·
1985 ·
1986 ·
1987 ·
1988 ·
1989 ·
1990 ·
1991 ·
1992 ·
1993 ·
1994 ·
1995 ·
1996 ·
1997 ·
1998 ·
1999 ·
2000 ·
2001 ·
2002 ·
2003 ·
2004 ·
2005 ·
2006 ·
2007 ·
2008 ·
2009 ·
2010 ·
2011 ·
2012 ·
2013 ·
2014 ·
2015 ·
2016 ·
2017 ·
2018 ·
2019 ·
2020 ·
2021 ·
2022 ·
2023 ·
2024
Algerije ·
Angola ·
Benin ·
Bermuda ·
Botswana ·
Brazilië ·
Burkina Faso ·
Burundi ·
Cambodja ·
Centraal-Afrikaanse Republiek ·
Chili ·
China ·
Comoren ·
Congo-Brazzaville ·
Congo-Kinshasa ·
DDR ·
Egypte ·
Equatoriaal-Guinea ·
Ethiopië ·
Gabon ·
Gambia ·
Ghana ·
Guinee-Bissau ·
Indonesië ·
Irak ·
Iran ·
Ivoorkust ·
Kaapverdië ·
Kameroen ·
Kenia ·
Kosovo ·
Lesotho ·
Liberia ·
Libië ·
Madagaskar ·
Malawi ·
Mali ·
Marokko ·
Mauritanië ·
Mauritius ·
Mozambique ·
Namibië ·
Niger ·
Nigeria ·
Noord-Korea ·
Oeganda ·
Rwanda ·
Senegal ·
Sierra Leone ·
Soedan ·
Somalië ·
Swaziland ·
Tanzania ·
Togo ·
Tsjaad ·
Tunesië ·
Turkije ·
Vanuatu ·
Venezuela ·
Vietnam ·
Zaïre ·
Zambia ·
Zimbabwe ·
Zuid-Afrika ·
Zuid-Jemen
FFRIM · A-internationals · Mauritaans vrouwenelftal
1960 – 1969 · 
1970 – 1979 · 
1980 – 1989 · 
1990 – 1999 · 
2000 – 2009 · 
2010 – 2019 ·
2020 − 2029
Algerije ·
Angola ·
Bahrein ·
Benin ·
Botswana ·
Burkina Faso ·
Burundi ·
Canada ·
Centraal-Afrikaanse Republiek ·
Comoren ·
Congo-Brazzaville ·
Congo-Kinshasa ·
Equatoriaal-Guinea ·
Egypte ·
Ethiopië ·
Gabon ·
Gambia ·
Guinee ·
Guinee-Bissau ·
Irak ·
Ivoorkust ·
Jemen ·
Jordanië ·
Kaapverdië ·
Kameroen ·
Kenia ·
Lesotho ·
Libanon ·
Liberia ·
Libië ·
Madagaskar ·
Mali ·
Marokko ·
Mauritius ·
Mozambique ·
Niger ·
Oeganda ·
Oman ·
Palestina ·
Rwanda ·
Saoedi-Arabië ·
Senegal ·
Sierra Leone ·
Soedan ·
Somalië ·
Syrië ·
Tanzania ·
Togo ·
Tunesië ·
Verenigde Arabische Emiraten ·
Zambia ·
Zimbabwe ·
Zuid-Afrika ·
Zuid-Jemen ·
Zuid-Soedan